# Rosamaria Montibeller
Rosamaria Montibeller (Nova Trento, 9 de abril de 1994) é uma jogadora de voleibol brasileira, vice-campeã olímpica, que atua nas posições de oposta e ponteira. Atualmente atua no Japão.

## Biografia
Ela nasceu na cidade de Nova Trento em Santa Catarina, neta de um casal de italianos. Ela é fluente na língua inglesa e na língua italiana. Fora ao vôlei, Rosamaria também tem forte gosto pessoal pela área da pintura e do artesanato. Enquanto estava no início da sua carreira no vôlei, fez alguns ensaios para uma possível carreira como modelo profissional, porém acabou desistindo dessa opção devido a timidez, e optou por se dedicar apenas ao voleibol.

## Carreira
Em 2003, aos nove anos de idade, ingressou no projeto de formação do Nova Trento/TIM e esteve presente no elenco da Seleção Brasileira de Voleibol Feminino, no ano de 2010 disputou a edição do Campeonato Sul-Americano Infantojuvenil de 2010 sediado em Callao e conquistou a medalha de ouro.
Em 2011 na posição de oposto disputou a edição do Campeonato Mundial Infantojuvenil realizado na cidade de Ancara finalizando na sexta colocação.
Em 2012 disputou a edição do Campeonato Sul-Americano Juvenil e sagrou-se medalhista de ouro na edição e foi premiada com a melhor atacante da competição, foi a capitã do grupo também quando disputara a edição do Campeonato Mundial Juvenil nas cidades de Brno e Prostějov, vestindo novamente a camisa#9 e conquistou a medalha de bronze nesta edição, também disputou a primeira edição da Copa Pan-Americana Sub-23 em 2012, sediado em Lima, oportunidade que conquistou a medalha de prata. Na temporada 2013-14 defendeu as cores do Amil/Campinas.
Ela novamente representou o país na categoria Sub-22 disputou a edição do Campeonato Sul-Americano em Popayán e conquistou a medalha de ouro, depois disputou o Campeonato Mundial Sub-23 sediado em Ancara obtendo a medalha de ouro integrando a seleção do campeonato como a melhor oposto.
Até a temporada 2014-15 esteve vinculada ao EC Pinheiros, transferindo-se para o Camponesa/Minas para atuar nas disputas do período esportivo de 2015-16 e conquistou o vice-campeonato na edição da Copa Brasil de 2017 em Campinas.
O Camponesa/Minas anunciou a sua permanência para as competições correspondentes ao período esportivo de 2016-17, renovando para as disputas de 2017-18, conquistando a medalha de prata na Supercopa Brasil de 2017, o título do Campeonato Mineiro de 2017 e sagrou-se campeã da edição do Campeonato Sul-Americano de Clubes de Voleibol Feminino de 2018, e foi premiada como a primeira melhor ponteira da competição.

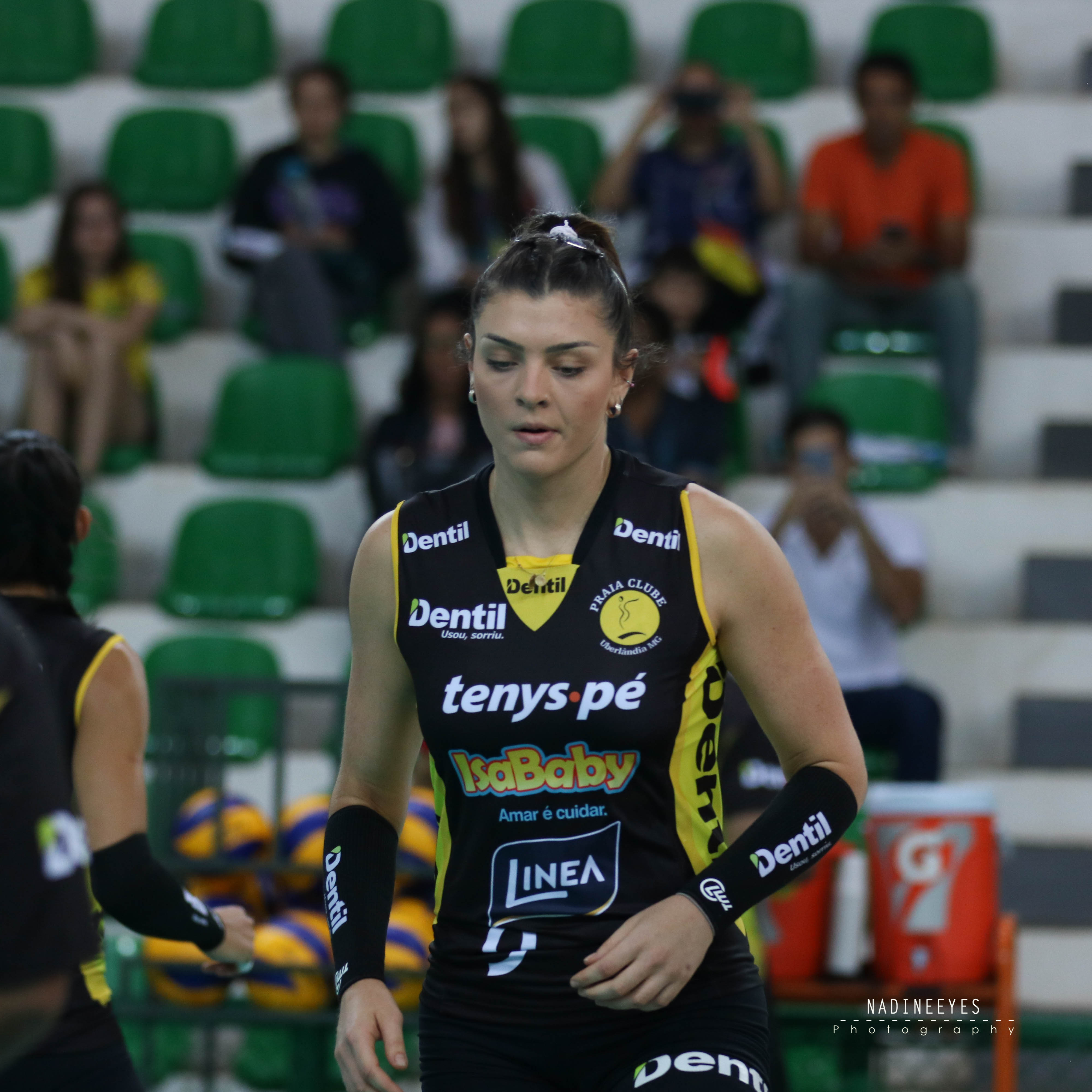
Rosamaria pelo Praia Clube, em 2018

Foi contratada pelo Dentil/Praia Clube para temporada 2018–19 do voleibol brasileiro e sagrou-se vice-campeã da edição do Campeonato Mineiro de 2018; na sequência conquistou o título da Supercopa Brasileira de 2018 mais tarde disputou semifinal da edição do Campeonato Mundial de Clubes de 2018, realizada em Shaoxing, terminando na quarta colocação.
Pelo Dentil/Praia Clube conquistou o vice-campeonato da Copa Brasil de 2019 realizada em Gramado e a medalha de prata no Campeonato Sul-Americano de Clubes de 2019 realizado novamente na cidade de Belo Horizonte e atuando pela equipe avançou a grande final da Superliga Brasileira 2018-19, atuando nos dois jogos da série final, mas terminou com o vice-campeonato. Durante 2019, optou por se afastar da seleção, achando que não estava rendendo o esperado. Aceitou uma proposta do Perugia, recém-promovido à primeira divisão do Campeonato Italiano, e fechou a temporada como segunda melhor pontuadora. Mesmo em um novo clube, o Casalmaggiore, conseguiu repetir a estatística.
Em 2023 começou a integrar o clube japonês Denso Airybees após quatro anos na Itália. Contra o time PFU Bluecats foi destaque e MVP após marcar 26 pontos na partida, ganhando por 3 sets 0.

### Seleção

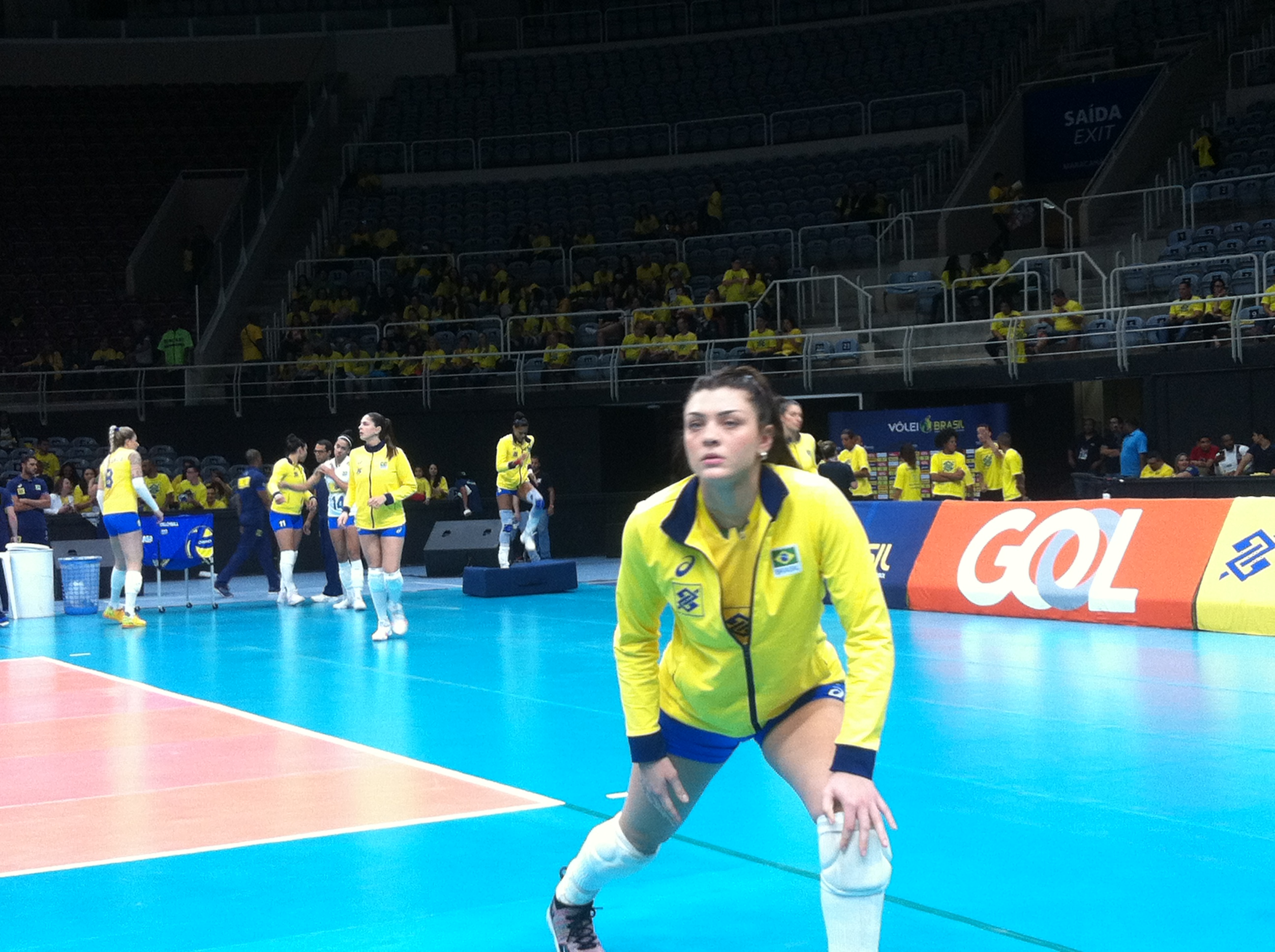
Rosamaria pela seleção brasileira em 2018

Rosamaria estreou na Seleção Brasileira de Voleibol Feminino adulta nos Jogos Pan-Americanos de 2015 em Toronto, ganhando a medalha de prata.
Em 2017 recebeu convocação para a Seleção Brasileira, obteve as conquistas dos títulos do Montreux Volley Masters, do Grand Prix de Voleibol de 2017 em Nanquim e do o Campeonato Sul-Americano (sediado em Cáli), além de ganhar a medalha de prata no Copa dos Campeões de Voleibol Feminino de 2017, que foi realizado no Japão.
Em 2021, foi convocada para integrar como uma das "reservas" principais para Seleção Brasileira de Voleibol Feminino, durante os Jogos Olímpicos de Verão de Tóquio 2020. Na fase da quartas-de-final, contra a Seleção Russa de Voleibol Feminino, entrou no segundo set, quando o Brasil, já tendo perdido o primeiro set, estava atrás no placar (15-9) e liderou a virada (25-21) e eventual vitória por 3 sets a 1, marcando os mesmos 16 pontos da titular Carol Gattaz. Para a semifinal com a Coreia do Sul, foi escolhida para ser a titular no lugar de Tandara Caixeta, que precisou ser afastada da competição com urgência devido a um problema com o exame antidoping. Teve boa atuação, ajudando o time que perdeu o primeiro set a virar a semifinal. Teve outra boa atuação para garantir a vaga na grande final contra a Seleção dos Estados Unidos de Voleibol Feminino. Apesar de só ficar com a prata  ao perder por 3-0 a final contra os Estados Unidos, foi considerada um destaque da campanha da medalha de prata.
Em 2022,  foi vice-campeã de dois torneios com a seleção: a Liga das Nações 2022,  após perder a final para a Itália por 3 sets a 0, em Ankara, na Turquia; e o Campeonato Mundial  2022, com derrota na final para a Sérvia por 3 sets a 0, em Apeldoorn, na Holanda.

## Vida pessoal
Em 2024, Rosamaria disse durante Conversa com Bial que seu relacionamento com uma advogada dura quatro anos.

## Títulos e resultados

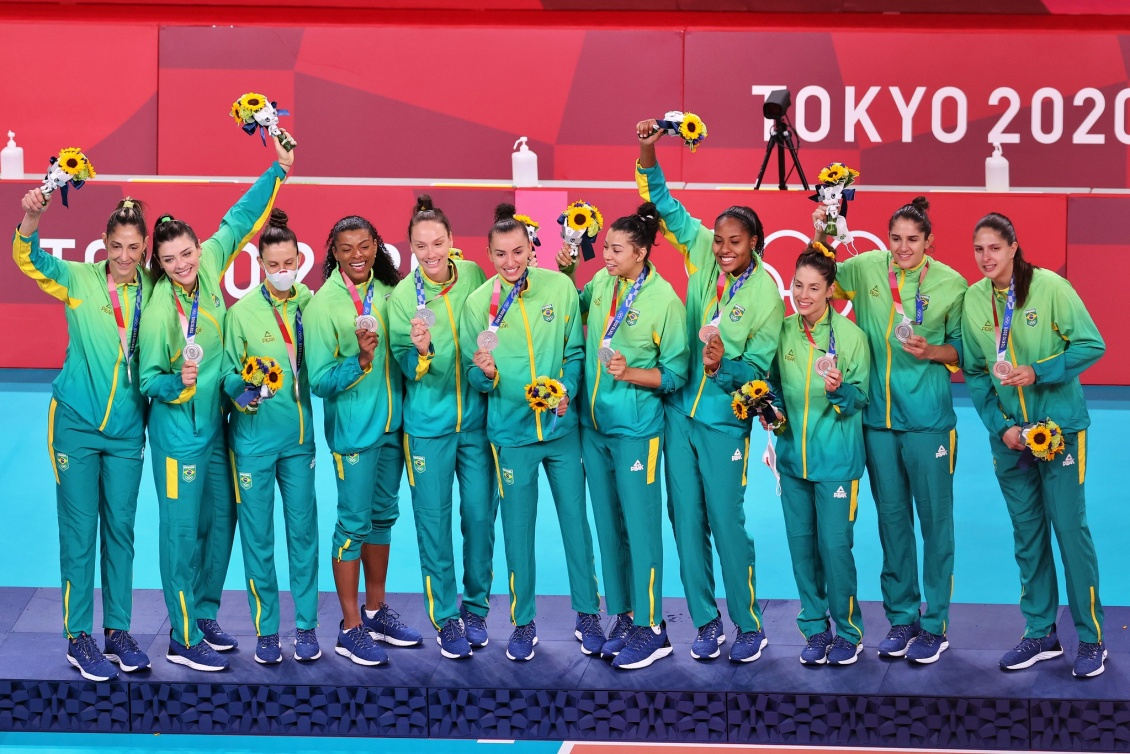
Rosamaria junto ao elenco medalhista de prata nas Olímpiadas de Tóquio 2020

### Seleção Brasileira
- Jogos Olímpicos de Verão de 2020 (2021)
- Campeonato Mundial 2022
- Liga das Nações de Voleibol Feminino - 2021,2022 e 2025

### Clubes
- Campeonato Mundial de Clubes:2018[26]
- Superliga Brasileira Aː2018-19
- Copa Brasil: 2015
- Copa Brasil:2017[18] e 2019[27]
- Supercopa Brasileira de Voleibolː2018[24]
- Supercopa Brasileira de Voleibolː2017[20]
- Campeonato Mineiro: 2017[21]
- Campeonato Mineiro: 2018[23]

## Premiações individuais
- 1ª Melhor Ponteira do Campeonato Sul-Americano de Clubes de 2018[19]
- Melhor Oposto do Campeonato Mundial Sub-23 de 2015
- Melhor Atacante do Campeonato Sul-Americano Juvenil de 2012[5]